# Kirchspiel Ramsdorf
Kirchspiel Ramsdorf war bis 1959 eine Gemeinde im alten Kreis Borken in Nordrhein-Westfalen. Das ehemalige Gemeindegebiet gehört heute zur Stadt Velen im Kreis Borken.

## Geografie
Die Gemeinde Kirchspiel Ramsdorf bestand aus den vier alten westfälischen Bauerschaften Bleking, Holthausen, Krückling und Ostendorf und umschloss ringförmig die Titularstadt Ramsdorf. Sie war eine der im Münsterland mehrfach vorkommenden „Kirchspielgemeinden“, die das bäuerliche Umland eines Kirchorts umfassten. Die Gemeinde Kirchspiel Ramsdorf besaß eine Fläche von 32,9 km².

## Geschichte
Die Gemeinde Kirchspiel Ramsdorf gehörte seit dem 19. Jahrhundert zum Amt Ramsdorf im Kreis Borken. Am 1. April 1959 wurden die Gemeinden Kirchspiel Ramsdorf und Stadt Ramsdorf durch Landesgesetz zur neuen Gemeinde Ramsdorf zusammengeschlossen. Ramsdorf wiederum wurde am 1. Januar 1975 Teil der Gemeinde Velen.
Das Schicksal der jüdischen Familie von Adolf und Frieda Terhoch, Vieh- und Textilhändler in Ramsdorf, in der NS-Zeit wird zusammen mit dem von Friedas Geschwistern und ihren beiden Söhnen, Zwillingen, in Dingden unter Humberghaus dargestellt. Die Familie überlebte dank ihrer Emigration 1937 in die Niederlande und 1939 nach Kanada, wo die Nachkommen leben. Stolpersteine in der Hausstraße 5 erinnern an die Flüchtlinge.

## Einwohnerentwicklung
| Jahr | Einwohner | Quelle |
| ---- | --------- | ------ |
| 1858 | 1209      | [ 4 ]  |
| 1871 | 1134      | [ 5 ]  |
| 1885 | 1080      | [ 6 ]  |
| 1910 | 1293      | [ 7 ]  |
| 1939 | 2029      | [ 8 ]  |
| 1950 | 2605      | [ 1 ]  |